# 吉井秀夫
吉井 秀夫（よしい ひでお、1964年4月22日 - ）は、日本の考古学者。京都大学大学院文学研究科教授。専門は、朝鮮の三国時代を中心とする考古学研究。

## 来歴
兵庫県神戸市生まれ。3歳から加古川市で育つ。兵庫県立加古川東高等学校を経て、1988年に京都大学文学部史学科を卒業、1990年に京都大学大学院文学研究科修士課程（考古学専攻）を修了し、韓国慶北大学校大学院考古人類学科碩士課程に留学。1993年、博士後期課程を単位取得退学し、京都大学文学部助手（埋蔵文化財センター所属）、1994年から立命館大学文学部専任講師、1997年に同助教授。2000年から京都大学大学院文学研究科助教授、2007年に同准教授を経て、2012年より同教授。